# 平信兼
平 信兼（たいら の のぶかね）は、平安時代後期の武将。桓武平氏大掾氏の一族、平盛兼の子。大掾信兼、関信兼とも呼ばれる。官位は正五位下・出羽守または和泉守。

## 略歴
伊勢国鈴鹿郡関を本拠とする。保元元年（1156年）の保元の乱に際しては、惣領（宗家）の平清盛と共に後白河天皇方として参戦。その後、清盛の立身と平氏政権の樹立の過程でその配下に組み込まれる。検非違使や河内国、和泉国、出羽国の国司を歴任し、位階は正五位下に至った。
事情は不明であるが治承3年（1179年）に子息の兼隆を訴え出た結果、兼隆は解官の上、伊豆国に流されている。兼隆は以仁王の乱後に平時忠から伊豆国の目代に任命されるが、後に源頼朝によって討たれた。治承・寿永の乱では養和元年（1181年）、伊勢・志摩に乱入した熊野山の僧兵と二見浦で戦い、これを撃退した（『吾妻鏡』同年正月21日条）。寿永2年（1183年）7月の平家の都落ちには同行せず、伊勢国に潜伏する。平家を追って入京した源義仲が後白河法皇と対立し、法住寺合戦で後白河を幽閉すると、源義経の軍勢に合流して義仲追討に協力し（『玉葉』同年12月1日条）、義経が入京した際には帰順する姿勢を見せている。
だが元暦元年（1184年）8月に、本拠の伊勢・伊賀にて平田家継・伊藤忠清らと共に一族を糾合して反源氏の兵を挙げ、源氏方の守護・大内惟義以下の勢力に打撃を与えた。その後信兼は行方をくらますが、子息の兼衡・信衡・兼時らが信兼捜索の命を受けた源義経の邸に呼び出され、斬殺、あるいは自害に追い込まれた（『山槐記』8月10日条）。その2日後に義経は信兼討伐のため伊勢に出撃する。その後の合戦について貴族の日記には記録がないが、『源平盛衰記』によると、伊勢国滝野において、城に立て籠もる100騎程の信兼軍が激戦の末、討ち取られたという（三日平氏の乱）。
信兼の京都の家地は「楊桃南朱雀西」にあり、平家没官領として京都守護の役割を与えられた義経の沙汰とされたが、義経没落後は一条能保・中原親能の支配下となった。
『吾妻鏡』では、伊勢平氏平維衡の末裔で、後代における関氏の祖であると伝わるが、真偽の程は不詳である。
また、伊賀国阿拝郡河合荘を領した川合氏の祖ともされる

## 系譜
- 父：平盛兼
- 母：不詳
- 妻：不詳
  - 男子：山木兼隆
  - 男子：平兼衡
  - 男子：平信衡
  - 男子：平兼時